# 樹 (卡夫卡)
〈樹〉（德文：Die Bäume）是卡夫卡的短篇故事之一，出自長篇小說一場鬥爭的描述，收錄於1913年出版的《沉思》（Die bertrachtung）中。
與《沉思》中其他的短篇故事一樣，樹是一篇極簡短的敘說，只由兩句句子概括。

## 內容
第一句是說：我們就像雪地的樹幹，「看起來浮浮的一推就倒」。第二句強烈、肯定地否認我們一推就倒，「因為樹幹其實深植土地中」；我們只是表面看起來是一推就倒。